# إبادة جماعية

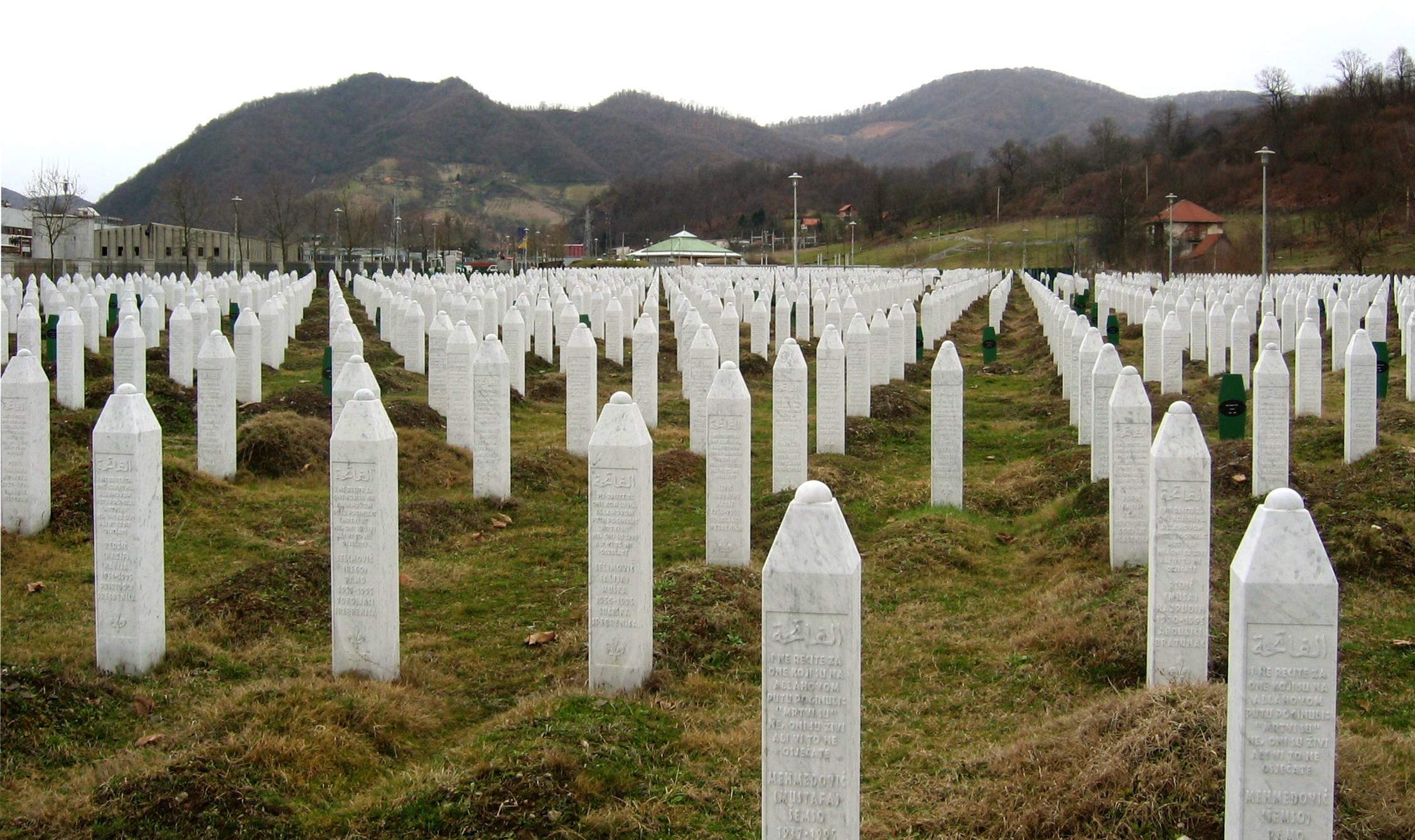
تذكار ضحايا مذبحة سربرنيتسا الجماعية في البوسنة والهرسك

الإبادة الجماعية هي التدمير المتعمد والمنهجي لمجموعة من الناس بسبب عرقهم أو جنسيتهم أو دينهم أو أصلهم. تمت صياغة هذا المصطلح في الاربعينيات من القرن العشرين بواسطة المحامي البولندي المولد رافئيل ليمكن.
الفظائع التي ارتكبت أثناء محاولات الإبادة لطوائف وشعوب على أساس قومي أو عرقي أو ديني أو سياسي، صنفت كـجريمة دولية في اتفاقية وافقت الأمم المتحدة عليها بالإجماع سنة 1948م ووضعت موضع التنفيذ 1951م بعد أن صادق عليها عشرون دولة.حتى الآن صادقت 133 دولة على الاتفاقية من بينها الاتحاد السوفيتي 1954م والولايات المتحدة 1988م. من الدول العربية صادقت المملكة العربية السعودية ومصر والعراق والأردن والكويت وليبيا والمغرب وسوريا وتونس. ولم تصادق 50 دولة بينها قطر والإمارات العربية المتحدة وعمان وموريتانيا وتشاد (انظر أيضا جرائم الحرب ).
في هذه الاتفاقية، بِمُوجِب المادة الثانية، تعني الإبادة الجماعية أيا من الأفعال التالية، المرتكبة بقصد التدمير الكلي أو الجزئي لجماعة قومية أو اثنية أو عنصرية أو دينية، بصفتها هذه:
- (أ) قتل أعضاء من الجماعة،
- (ب) إلحاق أذى جسدي أو روحي خطير بأعضاء من الجماعة،
- (ج) إخضاع الجماعة، عمدا، لظروف معيشية يراد بها تدميرها المادي كليا أو جزئيا،
- (د) فرض تدابير تستهدف الحؤول دون إنجاب الأطفال داخل الجماعة،
- (هـ) نقل أطفال من الجماعة، عنوة، إلى جماعة أخرى.

كان التاريخ الإنساني مليئا بالمجازر التي ارتكبت من قبل الدول على المستويين الداخلي ضد شعوبها والخارجي ضد الشعوب الأخرى.
ورغم كثرة مجازر الإبادة الجماعية الا انه لم يُشر الا إلى تلك التي حدثت في القرن العشرين. بذل المجتمع الدولي محاولات لتطوير القانون الدولي وخاصة خلال القرنين التاسع عشر والعشرين، وكان تركيزه على جرائم الحرب والجرائم ضد الإنسانية. لذلك ليس مصطلح الإبادة مصطلحا وصفيا فحسب بل مصطلحا قانونيا اليوم. على هذا الأساس لا يعني المصطلح مجازر ضد المدنيين بشكل عام بل الأفعال المرتكبة بقصد التدمير الكلي أو الجزئي لجماعة.
ولما كانت هذه الإبادة من الجرائم الدولية التي لا يسري عليها التقادم، فمن باب أولى ان لا يسري على ذكرها التقادم أيضا.
كانت المحكمتان الدوليتان بسبب عمليات الإبادة في رواندا والبوسنة أول تطبيق علمي للاتفاقية. وفي 1998 حُكم على مرتكبي الإبادة الجماعية في رواندا بالسجن مدى الحياة، وبينهما جان كمباندا الذي كان رئيس الوزراء في بداية عملية الإبادة والذي اعترف بمسؤوليته عن إبادة المدنيين التوتسيين.

## المحاكمات الدولية لجرائم الإبادة الجماعية

### محاكم مختصة بجرائم إبادة
على جميع الدول الموقعة على اتفاقية منع ومعاقبة جريمة الإبادة الجماعية –والمعروفة اختصاراً بـ CPPCG أو اتفاقية الإبادة الجماعية –منع ومعاقبة جميع أشكال جرائم الإبادة الجماعية، وفي أوقات الحرب والسلم معاً. لكن بعض العوائق تحول دون تطبيق بنود هذه الاتفاقية، وخاصة في دول معينة وقعت على الاتفاقية كالبحرين وبنغلادش والهند وماليزيا وسنغافورة والولايات المتحدة وفيتنام واليمن، بالإضافة إلى جمهورية يوغوسلافيا سابقاً. حيث وقعت هذه الدول على الاتفاقية بشرط ألا تُرفع ضدهم قضايا تتعلق بالإبادة الجماعية في محكمة العدل الدولية بدون موافقتهم. اعترضت بعض الدول الموقعة رسمياً على الإشكالية الأخلاقية والقانونية لهذا الشرط، لكن بعض الدول حصلت على حق الحصانة من الملاحقة القانونية من وقتٍ لآخر، كالولايات المتحدة الأمريكية مثلاً، والتي رفضت السماح بمناقشة تهمة الإبادة الجماعية التي وجهتها جمهورية يوغوسلافيا سابقاً ضد أميركيا عقب حرب كوسوفو عام 1999.
أصبحت الإبادة الجماعية جريمة غير قانونية وفقاً للقانون الدولي والعرفي منذ انتهاء الحرب العالمية الثانية. ومن الصعب عموماَ القيام بجرائم الإبادة الجماعية بسبب العواقب القانونية، فهناك سلسلة من المساءلات القانونية يجب الأخذ بها. ولا تعمل المحاكم الدولية أساساً إلا إن كانت الدول المعنية بالجريمة عاجزة أو غير راغبة بإجراء محاكمات شرعية قد تُضر بها.

#### محاكمات نوريمبرغ (1945-1946)
حوكم القادة النازيون بعد انتهاء الحرب العالمية الثانية لمشاركتهم في جرائم قتل جماعية وجريمة الهولوكوست. واستندت الأحكام إلى القانون الدولي في تلك الفترة، أي نال هؤلاء النازيون تهمة “جرائم ضد الإنسانية”، فلم توجد وقتها جريمة “الإبادة الجماعية”، ولم تحصل على تعريف رسمي حتى عام 1948 في اتفاقية منع ومعاقبة جريمة الإبادة الجماعية.
ظهر المصطلح المُصاغ جديداً في لائحة اتهام القادة النازيين، حيث ورد أن المتهمين بعمليات إبادة جماعية منهجية ومتعمدة –وتحديداً إبادة مجموعات قومية وعرقية –في مناطق محتلة ومأهولة بالسكان المدنيين بهدف القضاء على عرق معين أو فئة معينة من الناس ومجموعات عرقية ودينية، وتحديداً اليهود والبولنديون والغجر وغيرهم.

#### المحكمة الجنائية الدولية لجمهورية يوغوسلافيا السابقة (1993-2017)
يُستخدم مصطلح مذبحة البوسنة للإشارة إلى عمليات القتل التي ارتكبتها القوات الصربية في سربرينيتسا عام 1995 أو عمليات التطهير العرقي التي حدثت خلال حرب البوسنة بين عامي 1992-1995.
حكمت المحكمة الجنائية الدولية ليوغوسلافيا السابقة عام 2001 أن مذبحة سربرينيتسا التي حدثت عام 1995 هي إبادة جماعية. وفي السادس والعشرين من شهر شباط عام 2007، أيدت محكمة العدل الدولية نتائج المحكمة الجنائية ليوغوسلافيا بخصوص قضية مذبحة البوسنة، وأكدت ارتكاب جرائم إبادة جماعية في سربرينيتسا وزيبا. لكنها وجدت أن الحكومة الصربية لم تشارك في عمليات إبادة منهجية في مناطق أخرى من البوسنة والهرسك خلال الحرب، وهو ما ادعته الحكومة البوسنية.
وفي الثاني عشر من شهر تموز عام 2007، رفضت المحكمة الأوروبية لحقوق الإنسان استئنافاً قدمه نيكولا يورجيتش (وهو جندي من صرب البوسنة شارك في الحرب إلى جانب الصرب) ضد المحكمة الألمانية لاتهامه بارتكاب جريمة إبادة جماعية، ولاحظت أن تأويل المحاكم الألمانية لمصطلح “الإبادة الجماعية” رُفض في المحاكم الدولية عندما يتعلق الأمر بقضايا صغيرة.
وأشارت المحكمة الأوروبية إلى الاختلاف الشائع بين المنظرين ورجال القانون حول الإبادة الجماعية والتطهير العرقي في القرن الواحد والعشرين. حيث يرى بعضهم أن التطهير العرقي الذي قامت به القوات الصربية في البوسنة والهرسك بهدف طرد المسلمين والكروات من منازلهم لا يُشكّل إبادة جماعية. لكن الطرف الآخر يرى أن هذه الجرائم تصل إلى مستوى الإبادة الجماعية. ووجدت المحكمة الجنائية الدولية ليوغوسلافيا في قضية Momcilo Krajisnik أن جريمة الإبادة حصلت في بلدة Prijedor، حيث أوضحت: “ومع أخذ تهمة الإبادة في عين الاعتبار، وجدت المحكمة دلائل تشير إلى ارتكاب جرائم في البلدات تصل إلى مستوى جريمة الإبادة الجماعية”.
كان الرئيس الأسبق لصربيا ويوغوسلافيا سلوبودان ميلوسيفيتش المتهم الأكبر والأعلى منصباً في محاكمات المحكمة الجنائية الدولية. توفي ميلوسيفيتش في الحادي عشر من شهر آذار عام 2006 خلال المحاكمة، حيث اتهم بارتكاب أو المشاركة في جريمة إبادة جماعية على أراضي البوسنة والهرسك، لذا لم يصدر قرارٌ نهائي. وأصدرت المحكمة عام 1995 مذكرة اعتقال كلّ من رادوفان كاراديتش وراتكو ملاديتش موجهة إليهما مجموعة من التهم تتضمن جريمة الإبادة الجماعية. وفي الحادي والعشرين من شهر تموز عام 2008، أُلقي القبض على كاراديتش في العاصمة الصربية بلغراد، وحوكم في لاهاي بتهمة ارتكاب جائم عديدة من ضمنها الإبادة الجماعية. وفي الرابع والعشرين من شهر آذار عام 2016، صدر الحكم بخصوص كاراديتش، وأُدين بتهمة ارتكاب جريمة إبادة جماعية في سربرينيتسا وجرائم حرب وجرائم ضد الإنسانية. أي أدين بـ 10 تهمٌ من أصل 11، وحوكم بالسجن لـ 40 عاماً. أما ملاديتش، فاعتقل في السادس والعشرين من شهر أيار عام 2011 في لازاريفو الصربية وحوكم في لاهاي. صدر الحكم النهائي في الثاني والعشرين من شهر تشرين الثاني عام 2017، وثبت ارتكاب ملاديتش لـ 10 تهمٌ من أصل 11 تتضمن الإبادة الجماعية، وحوكم بالسجن مدى الحياة.

## عمليات الإبادة

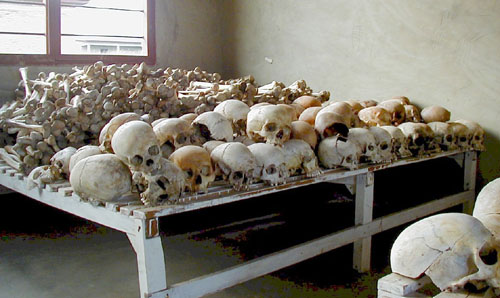
ضحايا الإبادة الجماعية برواندا

أشهر عمليات الإبادة هو ما قام به النازيون، أثناء الحرب العالمية الثانية، من قتل لحوالي 11 مليون مدني، من بينهم يهود وسلافييون وشيوعيون وشواذ ومعاقون ومعارضون سياسيون وغجر والعديد من الشعوب غير الألمانية.
حالات جريمة الإبادة وحالات الأفعال المشابهة في القرن العشرين هي:
- مجازر ضد الآشوريين
- مجازر الأرمن
- مجازر سيفو
- مجزرة سميل
- هولوكوست أو المحرقة اليهودية.
- مذبحة سربرنيتشا
- مجاعة هولودومور
- مذبحة صبرا وشاتيلا
- مذبحة حماة
- عمليات الأنفال
- الإبادة الجماعية في رواندا
- عمليات التطهير العرقي في بورندي

• الإبادة الجماعية في غزة
- نزاع دارفور
- اضطهاد الإيزيديين على يد داعش
- مجازر جماعية بحق مسلمي الروهنجيا في أراكان بورما
- مجازر جماعات الأسلامية الأرهابية بحق المسيحين
- مجاز ضد الأتراك

شهد التاريخ الإنساني لعدة حالات من القتل الجماعي، ولكن تدور المناقشة عن استخدام مصطلح الإبادة الجماعية حول قصد التدمير الكلي أو الجزئي لجماعة لأن هذا القصد هو الجزء الأساسي في الإبادة الجماعية ولكنه صعب التدليل. لذلك مصطلح الإبادة الجماعية والمنظمة غير مستخدم بمعناه القانوني بنسبة لبعض الحالات من القتل الجماعي ويسبب استخدامه أو عدم استخدامه صراعا سياسيا في بعض الحلات الأخرى، كما حصل للأكراد في العراق. ومن الحالات الغير متفق عليها أيضاً:
- إبادة الأمريكيين الأصليين (الهنود الحمر)
- إبادة هيروشيما
- عمليات الأنفال
- اضطهاد الإيزيديين على يد داعش

## مواضيع ذات صلة
- المحكمة الجنائية الدولية
- دول صدقت على الإتفاقية
- جرائم الحرب
- جرائم ضد الإنسانية
- لويس مورينو اوكامبو